# Quiévy
Quiévy  (niederländisch Kevi) ist eine französische Gemeinde mit 1.800 Einwohnern (Stand: 1. Januar 2022) im Département Nord in der Region Hauts-de-France; sie gehört zum Arrondissement Cambrai und zum Kanton Caudry. Die Einwohner werden Esquiévins und Esquiévines genannt.

## Geographie
Die Gemeinde Quiévy liegt am Erclin, 14 Kilometer östlich von Cambrai. Umgeben wird Quiévy von den Nachbargemeinden Saint-Hilaire-lez-Cambrai im Norden, Viesly im Osten, Béthencourt im Süden sowie Bévillers im Westen.

## Bevölkerungsentwicklung
| Jahr                       | 1962 | 1968 | 1975 | 1982 | 1990 | 1999 | 2006 | 2012 | 2020 |
| Einwohner                  | 2534 | 2469 | 2297 | 2082 | 1848 | 1731 | 1700 | 1767 | 1801 |
| Quellen: Cassini und INSEE |      |      |      |      |      |      |      |      |      |

## Sehenswürdigkeiten
- Kirche Notre-Dame-de-la-Visitation (Mariä Heimsuchung)
- Protestantische Kirche aus dem Jahre 1858
- Mit Kopfsteinpflaster (pavés) gedeckter Straßenabschnitt von Quiévy nach Saint-Python, eines der Abschnitte des  Straßenradsport-Rennens Paris–Roubaix
- Wasserturm

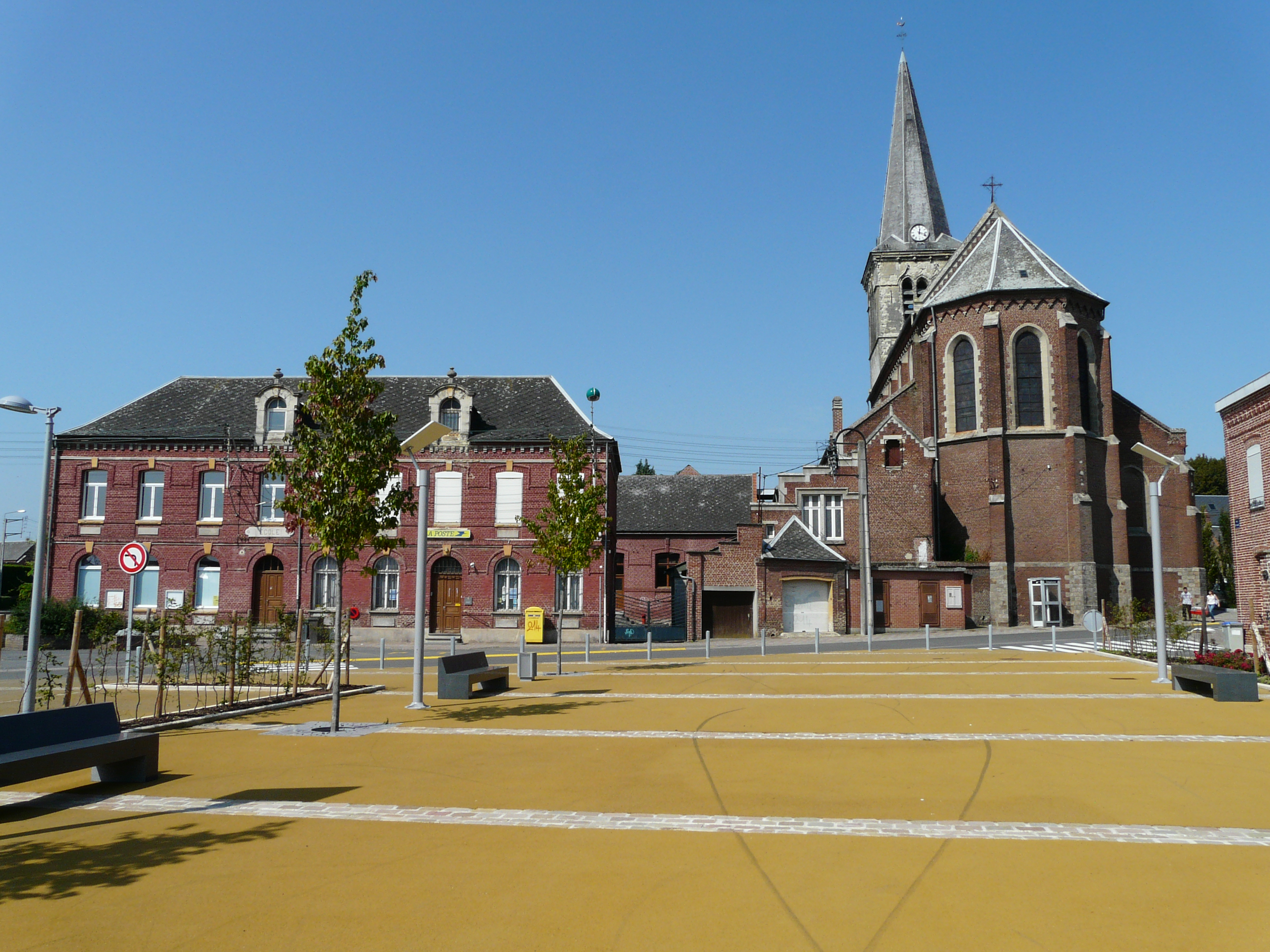
Place Besin mit der Kirche Mariä Heimsuchung, Schule und Postamt
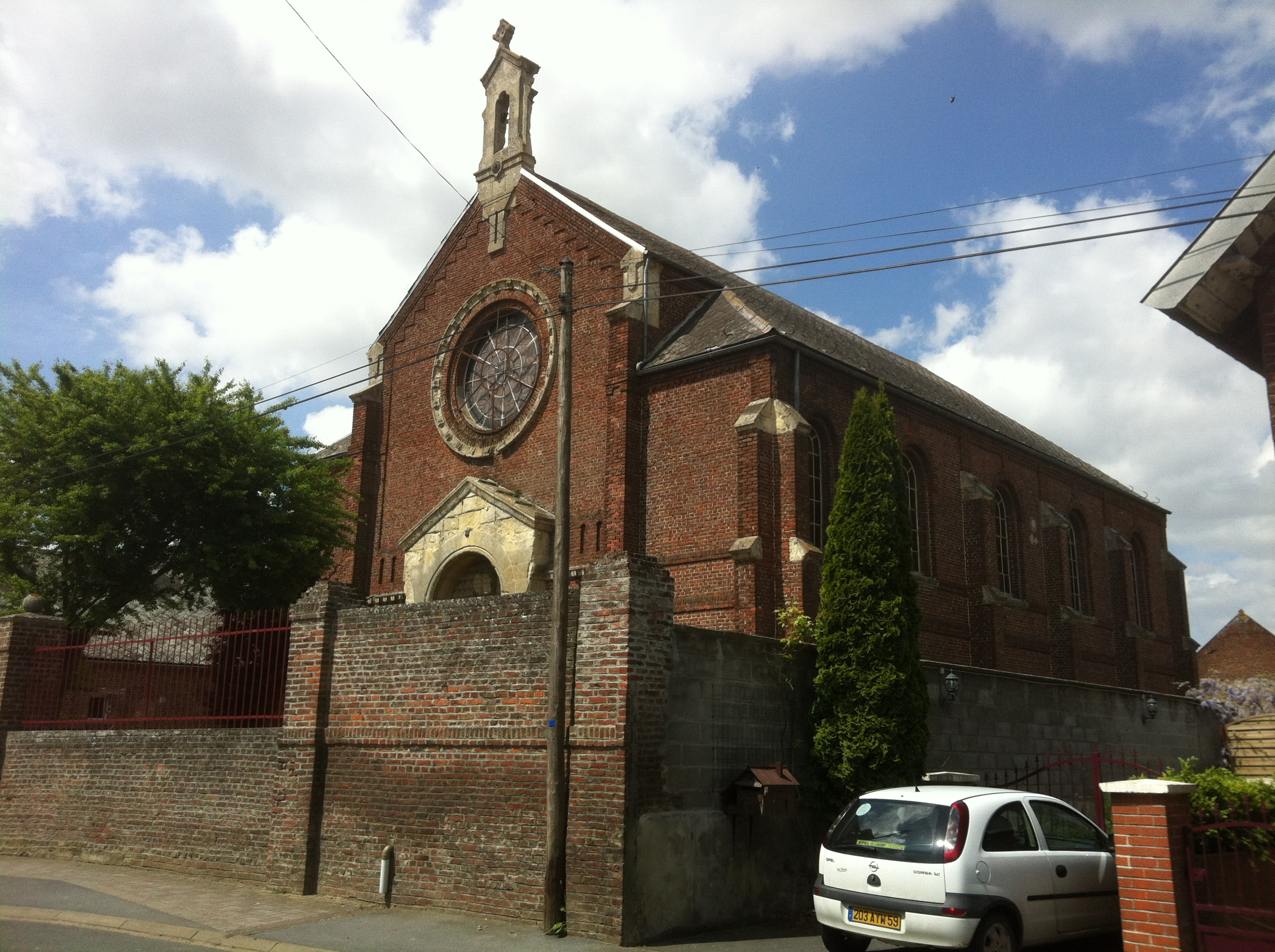
Protestantische Kirche
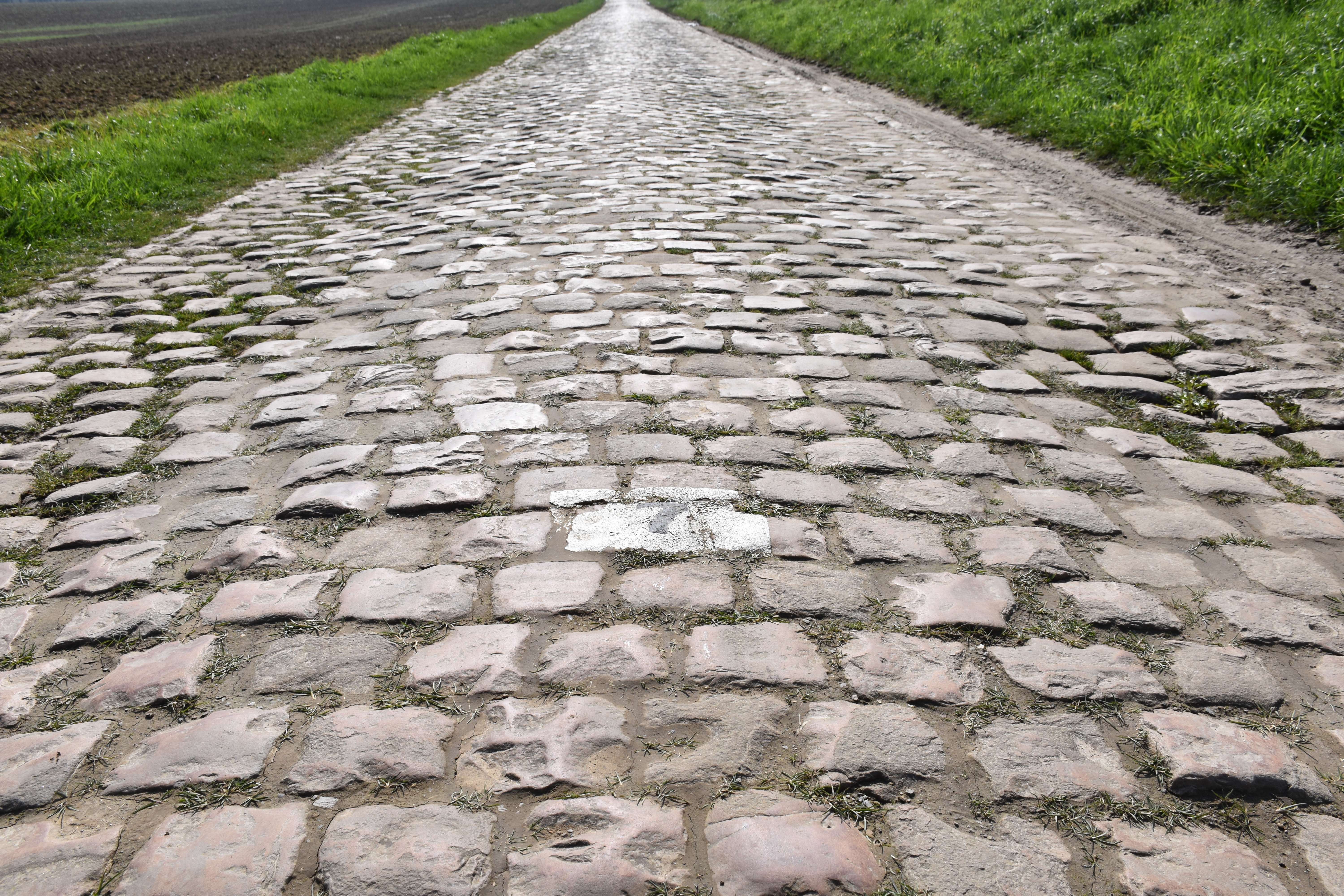
Abschnitt der mit Kopfsteinpflaster gedeckten Straße im Rennen Paris–Roubaix
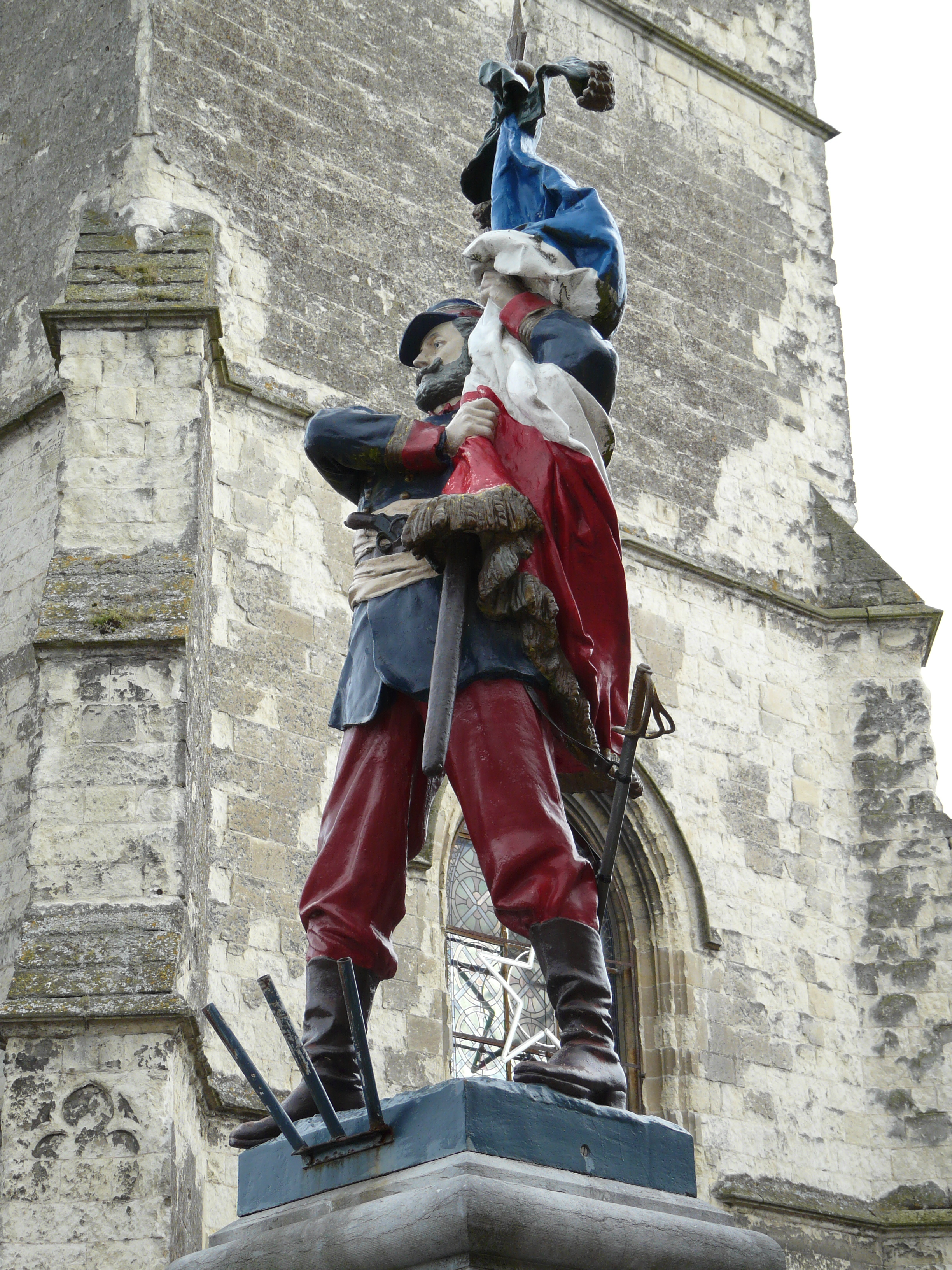
Gefallenendenkmal

## Persönlichkeiten
- Auguste Herbin (1882–1960), französischer Maler, geboren in Quiévy
- Geneviève Claisse (1935–2018), französische Malerin, geboren in Quiévy